# Bataille du Crémère
Guerres entre Rome et Véies
La bataille du Crémère oppose une armée réunie par la gens romaine des Fabii aux forces de Véies, en 477 av. J.-C., sur les rives de la rivière Crémère, lors de la première guerre entre la République romaine et Véies. L'engagement se solde par un désastre pour les Fabii, la clades Cremerensis.

## Les sources antiques
Parmi les sources antiques disponibles qui concernent l'expédition des Fabii et qui nous sont parvenues, on peut citer, entre autres, des passages des écrits de Diodore de Sicile pour les plus anciens, de Tite-Live, de Denys d'Halicarnasse et d'Ovide.

Diodore de Sicile évoque brièvement la bataille qu'il date de 472 av. J.-C. dans le onzième livre de sa Bibliothèque historique :

« En Italie, les Romains étaient en guerre avec les Véiens. Il se livra une grande bataille près du Crémère : les Romains furent défaits, et parmi un grand nombre de morts se trouvèrent, au rapport de quelques historiens, les trois cents Fabius, tous de la même famille, et compris pour cela sous la même dénomination. Tels sont les événements arrivés dans le cours de cette année. »

— Diodore de Sicile (trad. Ferdinand Hoefer, 1865), livre XI, LIII (lire en ligne).
Les auteurs du Ier siècle Tite-Live et Denys d'Halicarnasse décrivent le déroulement des évènements avec davantage de détails, le premier dans son Histoire romaine, livres II et III, et le deuxième dans ses Antiquités romaines, livre IX,. Dans l'ensemble leurs témoignages sont cohérents mais divergent toutefois sur quelques points. Enfin, Ovide fait référence au Dies Cremerensis dans les Fastes mais il semble que son récit s'appuie pour une grande part sur les textes de Tite-Live.

## Le récit antique

### Contexte historique

#### La guerre contre les Étrusques
La République romaine et Véies sont en guerre depuis plusieurs années sans qu'une seule paix ne soit signée. Les Romains doivent aussi faire face à des incursions régulières des Volsques et des Èques.
En 480 av. J.-C., un des trois consulaires de la gens des Fabii, Quintus Fabius Vibulanus, meurt au combat contre Véies. La bataille est finalement remportée par les Romains, menés par les deux frères de Quintus Fabius Vibulanus : Kaeso Fabius Vibulanus et Marcus Fabius Vibulanus. Ce dernier, consul cette année-là, refuse le triomphe qui lui est décerné car son frère et son collègue Cnaeus Manlius Cincinnatus y ont trouvé la mort. Ce geste, ainsi que les éloges funèbres que Marcus Fabius prononce et les mesures prises pour s'occuper des soldats blessés permettent aux Fabii de gagner le soutien du peuple.

#### Le serment desFabii
Alors que la guerre contre Véies s'éternise, les incursions des Èques et des Volsques se font de plus en plus pressantes. Les Véiens, apprenant que des troupes romaines avaient été congédiées, lancent des raids sur les terres de la République. Le Sénat décide de lever des troupes pour surveiller les frontières mais l'argent vient à manquer et la levée est retardée, laissant des terres vulnérables aux pilleurs ennemis.
En 479 av. J.-C., les Fabii, menés par Marcus Fabius, consul de l'année précédente, et par Kaeso Fabius Vibulanus qui a été élu consul pour l'année, proposent de combattre seuls et à leurs frais contre les Véiens afin de soulager la République de ce front et prononcent un serment devant le Sénat,. Cette décision finit d'accroître la popularité dont jouit la gens Fabia auprès du peuple romain.
Ayant rassemblé leurs hommes, dont 306 patriciens de leur propre famille, ils quittent Rome cette même année en passant sous l'arcade droite de la porte Carmentale, plaçant ainsi selon Tite-Live l'expédition sous un signe funeste. Arrivés dans la vallée de la rivière Crémère, à une dizaine de kilomètres en amont de Rome, ils fortifient rapidement leur position en construisant un fort qui pourra leur servir de refuge en cas de retraite. Dans un premier temps, les Fabii défendent facilement leur fort et se permettent de porter la guerre sur les terres ennemies sans rencontrer trop de résistance, rapportant un important butin.

### Premières escarmouches
En 478 av. J.-C., les Véiens, affaiblis par les expéditions de pillage lancées depuis le fort du Crémère par les Romains, font appel aux autres cités étrusques qui envoient des renforts. Les Étrusques lancent alors une attaque sur le fort du Crémère des Fabii, mais le consul Lucius Aemilius Mamercinus intervient avec ses légions et par une soudaine charge de cavalerie qui surprend l'ennemi, les met en déroute. Les Véiens et leurs alliés se replient dans leur camp avant que celui-ci ne soit pris par les Romains. Quelques jours plus tard, les Étrusques demandent la paix, ce que Lucius Aemilius leur accorde après avoir reçu l'aval du Sénat, mais sans imposer des conditions contraignantes,. Le Sénat le lui reproche et lui refuse les honneurs de la victoire.
Très vite, les Véiens brisent la trêve et reprennent l'offensive. Dans les combats qui s'ensuivent, les Fabii se permettent de menacer l'ennemi sur son territoire et remportent plusieurs victoires et escarmouches sur une des plus puissantes villes d'Étrurie. Ces victoires répétées humilient les Véiens et encouragent les Fabiens, qui s'aventurent de plus en plus loin en prenant de plus en plus de risques. Selon Denys d'Halicarnasse, les Étrusques n'affrontent pas les Romains directement mais en montrant ostensiblement leurs troupeaux, ils tentent de les attirer par la ruse de plus en plus dans leurs terres, n'offrant que peu de résistance afin que les Romains s'accoutument à les vaincre facilement.

### La bataille
Les Fabiens, sûrs d'eux après leurs multiples succès, s'engagent une nouvelle fois en territoire ennemi dans l'espoir de prendre du bétail et sont attaqués hors de leur camp de tous côtés par l'ennemi qui, profitant de leur excès de confiance, leur a tendu une embuscade. D'abord submergés et encerclés, les Fabiens se rassemblent et portent leur force sur un seul point des lignes ennemies. Ils réussissent à ouvrir un passage dans les rangs ennemis et se replient au sommet d'une petite colline. Ils parviennent à tenir l'ennemi en respect jusqu'à ce qu'une troupe de Véiens atteigne le sommet en les prenant à revers. Les Fabiens sont alors tous tués. Les Étrusques portent ensuite leurs forces contre le fort du Crémère qui est pris.
Une grande partie de la gens Fabia est massacrée ce jour-là, seuls les membres demeurés à Rome comme le jeune Quintus Fabius Vibulanus ont survécu,,.

### Conséquences
Ce désastre se déroule au début du mandat des consuls Caius Horatius Pulvillus et Titus Menenius Agrippae Lanatus, en 477 av. J.-C. Ce dernier est envoyé sur-le-champ contre les Véiens mais est aussi vaincu et les armées étrusques viennent assiéger Rome. Le consul Caius Horatius Pulvillus est rappelé d'une campagne contre les Volsques et après deux batailles aux portes de Rome, repousse l'ennemi qui se fortifie en haut du Janicule et ravage le territoire romain.
L'année suivante, sous le consulat de Aulus Verginius Tricostus Rutilus et Spurius Servilius Priscus Structus, ils sont pris à leur tour dans une embuscade, à l'instar des Fabiens, et essuient de lourdes pertes. Après une tentative désastreuse d'assaut de nuit du camp du consul Servilius, ils se replient de nouveau sur le Janicule. Le consul Servilius tente de les poursuivre mais échoue et son collègue Verginius vient à son secours. Les armées de Véies sont écrasées, ce qui met fin à cette longue guerre.

## Analyse moderne des évènements

### Les enjeux de l'expédition
Deux hypothèses principales ont été avancées pour expliquer la motivation des Fabii. La première inscrit l'entreprise dans une stratégie romaine plus globale. L'objectif aurait été de prendre le contrôle de la navigation du Tibre en prenant position à sa confluence avec le Crémère et couper les voies de communication entre Véies et Fidènes. Selon la deuxième hypothèse, l'action des Fabii ne répond pas à une stratégie aussi large. Ces derniers possédant des terres tournées vers Véies et inquiets de voir Rome se tourner vers les Volsques et les Èques, ils auraient lancé une guerre familiale et privée (bellum familiare) afin de conquérir les territoires jouxtant le leur et ainsi sécuriser leurs possessions,.
Tout au long des débuts de la République, les Fabii tentent de défendre l'ordre culturel traditionnel. Ils se battent pour Rome en se substituant à l'armée régulière, s'appropriant la défense de la ville, afin que les patriciens conservent le monopole de la sauvegarde de Rome. Les revers subis à la bataille du Crémère ou à la bataille de l'Allia démontrent qu'il n'est plus possible de défendre les intérêts romains en ne faisant appel qu'aux patriciens et il devient finalement évident qu'une participation de plus en plus importantes des plébéiens lors des guerres est inévitable.

### Conséquences du désastre
L'échec de l'expédition met un terme aux sept années d'hégémonie fabienne sur la politique romaine. En effet, entre 485 et 479, trois membres de la gens Fabia parviennent sept fois d'affilée au consulat : Quintus Fabius en 485 et 482, Kaeso Fabius en 484, 481 et 479 et Marcus Fabius en 483 et 480. La défaite du Crémère entraîne une éclipse sur le long terme du nomen Fabium qui disparaît des fastes consulaires pendant douze ans (quand, en 467, Quintus Fabius Vibulanus atteint de nouveau le consulat) puis qui n'y figure que de façon épisodique pendant un demi-siècle.

### Divergences des récits antiques

#### La nature de l'expédition
Les points de vue de Tite-Live et de Denys d'Halicarnasse sur cette affaire divergent sensiblement. Tite-Live insiste sur le caractère privé et familial de l'entreprise des Fabii et limite les forces en présence aux 306 gentiles fabiens et leurs clients. Ces derniers mènent une sorte d'opération commando autonome et les autres forces romaines qui étaient présentes jusque-là dans la région semblent s'être repliées, notamment les légions du consul Lucius Aemilius qui étaient intervenues aux côtés de Kaeso Fabius contre les Véiens en 478. Sur ce point, Denys d'Halicarnasse offre une version différente en associant le contingent des 306 Fabiens et de leurs clients commandé par Marcus Fabius à une armée de 4 000 hommes commandés par le consulaire Kaeso Fabius qui, selon l'historien grec, bénéficie des pouvoirs d'un proconsul,. Ce dernier aurait donc été chargé par le Sénat d'affronter les Véiens. La mission restant alors sous contrôle des patriciens, elle n'a plus le caractère autonome souligné par Tite-Live.

#### La date et la durée de l'épisode
Selon la chronologie la mieux attestée, la bataille se serait déroulée le 18 juillet 477,,. Tite-Live concentre le récit de la bataille sur une seule journée, le Dies Cremerensis, qu'il semble situer en été mais certains historiens ont relevé des indices qui pourraient permettre de situer l'épisode en hiver ou au tout début du printemps,. Denys d'Halicarnasse étale les évènements sur deux jours et les ponctue d'embuscades et de manœuvres militaires afin d'insister sur le caractère héroïque de la résistance des Fabiens. Il ne respecte pas l'unité de lieu du récit de Tite-Live et fait se dérouler les combats dans trois endroits différents : un ravin, une colline et le fort.
Dans les Fastes, Ovide date le désastre au 13 février, soit deux jours avant les Lupercalia. Cette deuxième version se rapproche de celle évoquée par Denys d'Halicarnasse dans laquelle les Fabii auraient été pris en embuscade alors qu'ils quittaient leur retranchement sur le Crémère pour se rendre à Rome afin de participer à des rites, peut-être les Lupercalia puisque les Luperques Fabiani y tenaient un rôle important,,. Ovide livre un récit exaltant l'héroïsme de l'entreprise des Fabii et condense en quelques jours des faits qui s'étalent sur près de trois ans dans la chronologie traditionnelle. Il est généralement admis que l'auteur a cherché ainsi à honorer la gens de son ami et protecteur, Paullus Fabius Maximus.

### Avis des historiens modernes
Certains historiens ont remis en doute l'authenticité des faits tels que rapportés par les auteurs antiques en avançant plusieurs arguments à commencer par l'étrange synchronisme entre le Dies Cremerensis et le Dies Alliensis, jour de la bataille de l'Allia en 390 qui tomberaient également un 18 juillet et pour laquelle est également engagée la responsabilité des membres de la gens Fabia. Ensuite, le nombre des Fabiens tués lors de la bataille du Crémère rappelle fortement les 307 soldats romains capturés et immolés en 358 ou les 300 Spartiates menés par Léonidas aux Thermopyles. On a également mis en doute la réalité des sept consulats successifs qui pourraient être une anticipation des consulats de Quintus Fabius Maximus Rullianus.
La célébrité de la gens Fabia ne fait aucun doute, que ce soit d'un point de vue militaire ou politique. Mais elle est probablement accentuée par les travaux de Fabius Pictor, premier historien romain et membre de la gens Fabia qui a largement influencé des historiens comme Tite-Live ou Denys d'Halicarnasse. Cette mise en avant peut s'expliquer par la volonté de Fabius Pictor de mettre au premier-plan l'histoire de sa propre famille ou par l'accès privilégié qu'il devait avoir concernant la tradition familiale. Or pour les historiens les plus sceptiques, le récit qu'a pu faire Fabius Pictor de la bataille du Crémère partirait simplement d'un interdit ancien attaché à l'une des arches de la porta Carmentalis à partir duquel il aurait forgé de toutes pièces son récit, usant d'anticipation, de duplication et s'inspirant de l'épisode des Thermopyles.
Néanmoins, la réalité des sept consulats successifs est corroborée par les Fastes consulaires qui demeurent une source relativement fiable. La plupart des historiens, plutôt que de remettre en cause l'ensemble du récit, semblent s'accorder sur le fait que la tradition du Dies Cremerensis s'est constituée autour d'un noyau authentique et que les Fabiens ont bien joué une part active dans la guerre contre Véies et subi de lourdes pertes.
Tel que rapporté par les auteurs antiques, l'épisode du Crémère serait à rapprocher d'autres épisodes de sacrifices volontaires plus anciens comme le combat des Horaces et des Curiaces, le geste d'Horatius Coclès ou encore celui de Mucius Scaevola. En tentant de lier les différentes actions des membres de la gens Fabia à travers les siècles, Fabius Pictor aurait favorisé un processus d'idéalisation de l'épisode qui s'est peu à peu transformé en sacrifice collectif. On retrouve ainsi un parallèle qui entraîne une confusion entre les différents épisodes concernant les Fabii.